# Fort pomocniczy piechoty 39 „Olszanica”

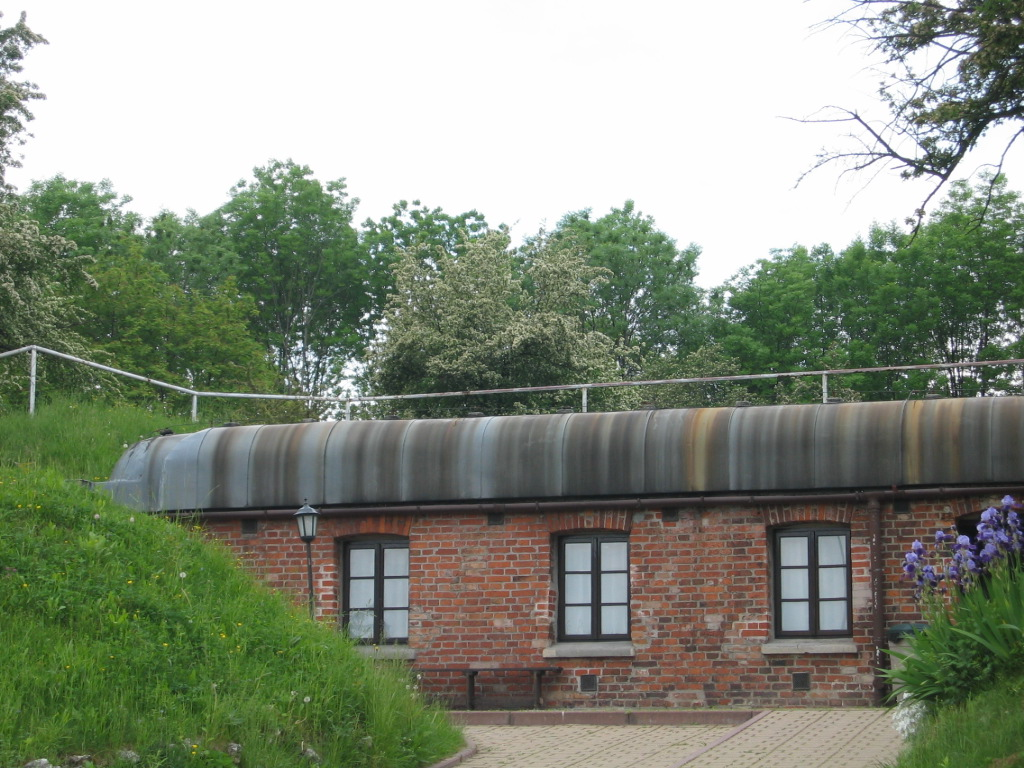

Fort 39 Olszanica – fort Twierdzy Kraków, zlokalizowany na wzgórzu Prochowódka na osiedlu Olszanica w Krakowie. 
Fort powstał w latach 1884–1885 jako fort półstały. Został zmodernizowany ok. 25 lat później i przebudowany na fort stały obrony bliskiej.
Fort 39 Olszanica jest obecnie w dobrym stanie, dzięki przeprowadzanym stałym remontom. Do 1984 r. znajdował się tam magazyn rowerów „Romet”. W tymże roku został przekazany Hufcowi ZHP Kraków-Krowodrza na cele biwakowe. Kilka lat później koszary fortu, użytkowane jako magazyn sprzętu biwakowego, uległy zniszczeniom w związku z podpaleniem. Po tym zdarzeniu obiektem zarządzał, w imieniu Hufca, Harcerski Klub Turystyki Konnej.
W latach 90. XX w. fort przeszedł generalny remont – powstał wówczas mały hotel mieszczący 26 osób oraz barek „Fort 39".
Obecnym adresem fortu 39 Olszanica jest ul. I. Kosmowskiej w krakowskiej Olszanicy.
2 marca 1983 fort został wpisany do rejestru zabytków.

## Zespół dzieł obronnych
- szaniec piechoty IS-III-2
- dwie baterie artyleryjskie FB 40a i FB 40b